# Denise Groot
Denise Groot (Edam, 26 mei 1990) is een Nederlandse voormalig atlete, die zich had toegelegd op het polsstokhoogspringen. Ze veroverde twee Nederlandse titels bij de senioren.

## Biografie

### Jeugdtitels en -records
Groot deed aanvankelijk aan turnen, voordat ze werd gegrepen door het atletiekvirus. Daarbij werd al spoedig duidelijk, dat de Edamse atlete, die zich had aangemeld bij de plaatselijke atletiekclub AV Edam, met name gecharmeerd was van het polsstokhoogspringen, een even spectaculair als technisch ingewikkeld nummer.
Reeds als C-meisje (leeftijdscategorie 14/15 jaar) begon zij zich op nationaal niveau te manifesteren en een jaar later, in 2005, startte ze bij de B-junioren met het verzamelen van nationale jeugdtitels. In vier jaar tijd zou zij er in totaal zeven veroveren, drie als B-junior en vier als A-junior. Daarnaast nam zij ook de beide nationale jeugdrecords voor haar rekening, indoor met 4,00 m in 2008, outdoor met 4,20 in 2009.

### Van Noord-Holland naar Limburg
Overigens was de Noord-Hollandse er al vroeg van overtuigd dat, wilde ze haar ambities ooit kunnen waarmaken, ze op zoek zou moeten naar de best denkbare begeleiding in Nederland. En dus besloot zij reeds op zestienjarige leeftijd om het ouderlijk huis te verlaten en naar het Limburgse Sittard te verhuizen waar ze, net als streekgenoot Wout van Wengerden, die dezelfde stap maakte, werd opgevangen in het gastgezin van Ine en Klaas Pollema. Denise: "De atletiekbond heeft de beste faciliteiten voor de polsstokhoogspringers in Limburg geconcentreerd. Daar loopt ook de bondscoach rond. Wil ik verder met mijn ontwikkeling, dan dien ik te verhuizen. In het westen van het land heb je ook clubs met prima faciliteiten, alleen niet voor het polsstokhoogspringen." Ze stapte over naar het Limburgse AV Unitas en onderwierp zich aan het regime van bondscoach George Friant, de Belg in Nederlandse dienst, die mede aan de basis heeft gestaan van de successen van oud-wereldkampioen Rens Blom. Blom zelf, tegen wie Denise Groot enorm opzag, werd door zijn nieuwbakken clubgenote samen met Wout van Wengerden in het laatste, moeilijke deel van zijn loopbaan enorm gesteund. "Wout en ik hebben hem tot de laatste snik proberen te steunen. Overal zaten wij op de tribune. Wij wilden er zijn voor hem op de momenten dat hij het moeilijk had. Ik denk dat Rens dat gewaardeerd heeft."
Het ligt dus voor de hand dat Blom zich, na afscheid te hebben genomen van de wedstrijdsport, in toenemende ging bemoeien met de verdere ontwikkeling van de twee polshoogtalenten. Per 1 oktober 2010 is Blom door de Atletiekunie tot bondscoach benoemd waarmee hij de vervroegd uittredende George Friant opvolgde, waarna de samenwerking hechter is geworden.

### Progressie
Intussen is de progressie die Denise Groot sinds haar zestiende heeft doorgemaakt, onmiskenbaar. Sprong zij in 2006 als zestienjarige 3,42, een jaar later was zij al op 4,00 beland en via 4,05 in 2008 katapulteerde ze zichzelf in 2009 als laatstejaars junior over 4,20, een nationaal jeugdrecord. Internationale ervaring deed ze in die periode op bij diverse grote jeugdtoernooien: in 2007 veroverde ze een zilveren medaille op het Europees Jeugd Olympisch Festival in Belgrado, een jaar later gevolgd door een deceptie bij de wereldkampioenschappen voor junioren, toen ze drie keer haar aanvangshoogte van 3,80 miste. In 2009 daarentegen ging het weer een stuk beter en werd zij op de Europese jeugdkampioenschappen in Novi Sad met 4,00 zevende.

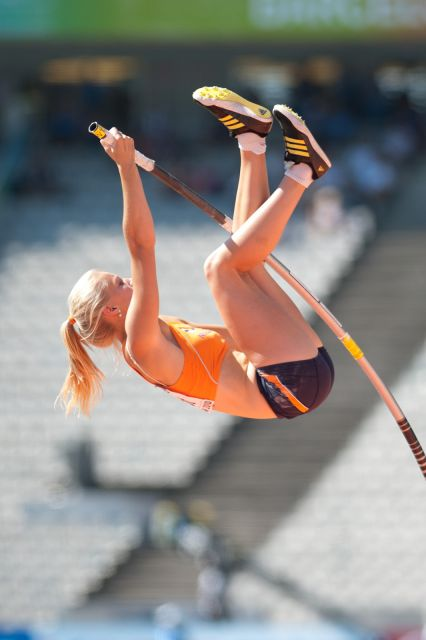
Denise Groot in actie tijdens de EK in Barcelona

### EK senioren 2010
In 2010 wist Denise Groot in haar eerste jaar bij de senioren de opwaartse lijn voort te zetten en is ze, na haar twee eerste nationale titels, inmiddels beland op 4,35, begin juli 2010 gesprongen in Uden. Hiermee benaderde zij niet alleen tot op 5 centimeter het Nederlandse seniorenrecord (outdoor) van Monique de Wilt, ze kwalificeerde zich er ook mee voor de Europese kampioenschappen in Barcelona. Het echte werk kon beginnen.
In Barcelona liep ze direct tegen haar eerste grote teleurstelling aan; reeds in de kwalificatieronde werd zij uitgeschakeld. Groot maakte op haar aanvangshoogte van 4,05 geen enkele geldige sprong. 'Mijn benen wilden vandaag niet wat mijn hoofd van plan was', zei ze na afloop. 'In de callroom voelde ik me nog sterk en ik had hier zeker kansen om de finale te halen. Maar tijdens de wedstrijd ging het helemaal niet. Ik kan nog niet veel zeggen over de oorzaken.'

### Operatie
In augustus 2012 onderging Groot een zware operatie aan haar achillespees. Sinds 2011 had zij in toenemende mate hinder ondervonden van een achillespeesblessure die maar niet wilde genezen. Totdat zij in 2012 zoveel pijn begon te krijgen, dat springen gewoon niet meer ging. Haar hielbot bleek in haar achillespees te groeien, waardoor op zeker moment haar hele voet werd geblokkeerd.
Na de operatie volgde een lange revalidatieperiode, die in 2013 nog niet was afgerond. In afwachting van algeheel herstel besloot zij daarom, om dat jaar aan een opleiding voor verpleegkundige te beginnen.

## Nederlandse kampioenschappen
Outdoor
| Onderdeel            | Jaar       |
| -------------------- | ---------- |
| polsstokhoogspringen | 2010, 2011 |

Indoor
| Onderdeel            | Jaar |
| -------------------- | ---- |
| polsstokhoogspringen | 2010 |

## Persoonlijke records
Outdoor
| Onderdeel            | Prestatie | Datum       | Plaats |
| -------------------- | --------- | ----------- | ------ |
| polsstokhoogspringen | 4,35 m    | 3 juli 2010 | Uden   |

Indoor
| Onderdeel            | Prestatie | Datum        | Plaats         |
| -------------------- | --------- | ------------ | -------------- |
| polsstokhoogspringen | 4,23 m    | 6 maart 2012 | Bad Oeynhausen |

## Palmares

### polsstokhoogspringen
- 2007:  NK – 3,61 m
- 2007:  EYOD – 3,90 m
- 2008:  NK indoor – 3,96 m
- 2008: NM WJK
- 2009:  NK indoor – 4,10 m
- 2009: 7e EJK – 4,00 m
- 2009:  NK – 4,01 m
- 2010:  NK indoor – 4,21 m
- 2010:  NK – 4,11 m
- 2010: NM EK
- 2011: NM NK indoor
- 2011: 7e EK U23 - 4,20 m
- 2011:  NK - 4,26 m
- 2012:  NK indoor - 4,01 m
- 2012:  Flynth Recordwedstrijden te Hoorn - 3,80 m